# Sjunde robotflottiljen
Sjunde robotflottiljen (finska: 7. Ohjuslaivue) var en finländsk marinflottilj inom Försvarsmakten som verkade mellan 1 juni 1969 och 31 december 2014.

## Verksamhet
Flottiljen var en beredskapsenhet och tillhöde Finska vikens Marinkommando och var ett av Marinens operativa truppenheter. Omkring 20 beväringar gjorde sin värnplikt vid flottiljen i varje kontingent.
Chefsbåt
- Raju (N:o 512)

Helsinki-klassens robotbåtar
- Rauma (N:o 70)
- Raahe (N:o 71)
- Porvoo (N:o 72)
- Naantali (N:o 73)

Luftkuddefarkost
- Tuuli (N:o 10)